# ريتشي ميبرانوم
ريتشي ميبرانوم مواليد 5 مايو 1987 في سارانغاني، الفلبين، هو ملاكم محترف يصنف ضمن فئة وزن الذبابة.

## إحصائيات
خاض خلال مسيرته 36 نزالا، فاز في 31 وتعادل في 1 وخسر في 4. فاز بالضربة القاضية في 8 نزالات.

## روابط خارجية
- ريتشي ميبرانوم على موقع بوكس ريك (الإنجليزية) (registration required)